# Caroline Parmentier
Pour les articles homonymes, voir Parmentier.
Cet article possède un paronyme, voir Caroline Carpentier.
Caroline Parmentier, née le 16 décembre 1965 à Pau (Basses-Pyrénées), est une journaliste et femme politique française.
Elle travaille pendant 32 ans, de 1986 à 2018, au quotidien catholique traditionaliste Présent, dont elle a été rédactrice en chef.
Membre du Rassemblement national, elle est élue députée dans la 9e circonscription du Pas-de-Calais lors des élections législatives de 2022 après l'avoir été au Conseil régional d'Île-de-France entre 2021 et 2022.

## Situation personnelle

### Famille et formation
Caroline Parmentier naît le 16 décembre 1965 à Pau. Ses parents, un ingénieur à la Société nationale des pétroles d’Aquitaine et une mère au foyer, sont sympathisants du FN.
Elle est mère de trois enfants et divorcée.

### Carrière de journaliste
Caroline Parmentier entre à 21 ans au journal catholique traditionaliste Présent sous la direction de Jean Madiran — un journaliste ouvertement antisémite et l'un des derniers collaborateurs directs de Charles Maurras — avant d'en devenir[Quand ?] la rédactrice en chef. 
En 1993, elle participe à un ouvrage collectif intitulé Hergé et nous, qui rend hommage à Léon Degrelle, membre belge des Waffen-SS, et défend une réappropriation par l'extrême droite de l'œuvre d'Hergé, créateur de Tintin,. 
Elle est condamnée en 1995 par le tribunal correctionnel de Paris pour « diffamation publique raciale », et signe également dans Présent des tribunes contre l’homosexualité et fustige, notamment, l'entrée de Sébastien Chenu (ouvertement gay) au Front national. En juin 2025, Mediapart publie des analyses de ses écrits dans le journal Présent, ainsi que sur son compte Facebook, relevant entre les années 1990 à 2010 des propos racistes, antisémites et homophobes,. 
Le Monde indique que « ses articles signent une pensée catholique identitaire et anti-immigration ». Elle y milite notamment contre le droit à l'interruption volontaire de grossesse. Elle défend la presse alternative de réinformation, face à la presse établie qui, selon elle, « manie le mensonge, rampe devant la “doxa” conformiste et cultive ses liens avec les grandes banques et les oligarques ». Elle soutient la théorie complotiste du grand remplacement introduite par Renaud Camus et, au sujet de la visite d’Emmanuel Macron à Sarcelles, en avril 2017, déclare : « On l’a vu comme un poisson dans l’eau exprimant son ravissement d’être entouré d’ethniques », « des petits blacks et des petits rebeus ».
De 2014 à 2018, elle est également chroniqueuse dans l'émission Bistro Libertés, sur TV Libertés.

## Carrière politique

### Conseillère presse au Rassemblement national
Après avoir été journaliste pendant 30 ans, elle démissionne de Présent en 2018 pour rejoindre l'équipe de Marine Le Pen,.
Elle est embauchée par le Rassemblement national au moment des élections européennes de 2019 pour gérer les relations entre les médias et Jordan Bardella et, plus généralement, à améliorer les relations entre le parti et les journalistes. Elle s'emploie également à tenter de détacher le qualificatif d'extrême droite du parti.
En juin 2021, elle entre au conseil régional d'Île-de-France, élue sur la liste RN dans le département des Yvelines. Elle y est très peu présente, cumulant 77 % d’absences justifiées lors du second semestre de 2022. Elle en démissionne à la fin de l'année 2022.
Lors de la campagne présidentielle 2022, elle est nommée conseillère presse de Marine Le Pen. Elle adoucit notamment les relations entre le Rassemblement national et les médias.

### Députée du Pas-de-Calais
Aux élections législatives françaises de 2022, elle est investie dans la neuvième circonscription du Pas-de-Calais. Elle est élue le 19 juin 2022 face à la députée sortante Marguerite Deprez-Audebert (MoDem).
Elle siège au sein du groupe Rassemblement national dont elle est vice-présidente et est membre de la commission des Affaires culturelles et de l'Éducation de l'Assemblée nationale.
Elle appelle, dans le cadre de l'examen du projet de loi de finances rectificative pour 2022, à la « privatisation de France Télévisions et de Radio France », estimant qu'« une grande démocratie comme la nôtre n'a plus besoin d'un service public ».
En 2023, elle demande le retrait d'un tableau de l’artiste suisse Miriam Cahn exposé au Palais de Tokyo, qu'elle pense représenter une scène de pédocriminalité. L'artiste et le musée s'en défendent et précisent que le personnage peint incriminé est un adulte, non un enfant. La presse pointe à cette occasion l'incohérence de la députée, qui diffuse sur les réseaux sociaux des images d'une œuvre qu'elle voudrait voir censurer, se rendant elle même passible de poursuites judiciaires si les faits sont établis,.
À l'automne 2023, lors d’un débat sur le revenu de solidarité active (RSA), elle défend l'instauration d'un « revenu parental » sous condition d'une amélioration des finances publiques. La mesure vise à augmenter le taux de natalité, entendu comme un moyen de lutter contre l'immigration.
En novembre 2023, la députée crie « Assassin ! » dans l'hémicycle de l'Assemblée nationale, lors d’une intervention d’un élu communiste au sujet de la guerre entre le Hamas et Israël. Avant d’immédiatement s’excuser auprès du député concerné et de la présidence de séance, ce qui lui permet d’échapper à une sanction. Quelques mois plus tôt, la députée avait déclaré qu'il était « indigne » de traiter un ministre d'assassin, visant le député Aurélien Saintoul (LFI) qui avait pu le faire en direction d'Olivier Dussopt lors de l'examen de la loi sur la réforme des retraites.
En juillet 2022, Caroline Parmentier déclare au sujet de l'immigration et de l'avortement : « Après avoir "génocidé" les enfants français à raison de 200 000 par an [le nombre d’avortements en France], on doit maintenant les remplacer à tour de bras par les migrants »,.

## Condamnation pour diffamation publique raciale
En 1995, elle est condamnée par le tribunal correctionnel de Paris pour « diffamation publique raciale » après avoir qualifié dans un article de Présent les immigrés de « voyous ethniques désœuvrés » et porté la responsabilité des « violences et vandalismes » sur les immigrés maghrébins. Le  jugement est confirmé en appel et par la Cour de cassation.

## Publications
- Journaliste à Présent, Maule, Difralivre, 1996, 197 p.